# Villars-lès-Blamont
Villars-lès-Blamont ist eine französische Gemeinde mit 467 Einwohnern (Stand: 1. Januar 2022) im Département Doubs in der Region Bourgogne-Franche-Comté.

## Geographie
Villars-lès-Blamont liegt auf 598 m, etwa 17 Kilometer südsüdöstlich der Stadt Montbéliard (Luftlinie). Das Dorf erstreckt sich im nördlichen Jura, in einer Senke zwischen der Lomontkette im Süden und dem Höhenzug Perchet im Norden, in unmittelbarer Nähe der Grenze zur Schweiz.
Die Fläche des 6,95 km² großen Gemeindegebiets umfasst einen Abschnitt des nördlichen französischen Juras. Der zentrale Teil des Gebietes wird von der Senke von Villars-lès-Blamont eingenommen, die durchschnittlich auf 590 m liegt und sich nach Westen zur Tafeljurahochfläche von Blamont öffnet. Die Senke ist überwiegend von Acker- und Wiesland bestanden. Es gibt hier keine oberirdischen Fließgewässer, weil das Niederschlagswasser im verkarsteten Untergrund versickert. Im Norden wird die Mulde vom Höhenrücken des Perchet (bis 700 m) flankiert, der sie vom nördlich angrenzenden Tal der Creuse (Quellbach des Gland) trennt. Die westliche Abgrenzung verläuft im Taleinschnitt der Noire Combe.
Nach Süden erstreckt sich das Gemeindeareal über den bewaldeten Hang (Bois Courbot) bis auf die Krete des Lomont. Dieser Höhenzug bildet in geologisch-tektonischer Hinsicht eine Antiklinale des Faltenjuras, die gemäß der Streichrichtung des Gebirges in dieser Region in West-Ost-Richtung orientiert ist. Mit 820 m wird bei der kleinen Festung die höchste Erhebung von Villars-lès-Blamont erreicht. Weiter nach Süden reicht das Gebiet über die breite Höhe Le Fay und die bewaldete Mulde Combe Semont bis auf den Kamm von Les Étabons (bis 780 m), der steil zum angrenzenden Doubstal abfällt.
Nachbargemeinden von Villars-lès-Blamont sind Montjoie-le-Château und Chamesol im Süden, Pierrefontaine-lès-Blamont im Westen, Blamont und Dannemarie im Norden sowie die schweizerische Gemeinde Haute-Ajoie im Osten.

## Geschichte
Die erste urkundliche Erwähnung von Villars-lès-Blamont erfolgte im Jahr 1145 unter dem Namen Vilers. Die Ortschaft gehörte damals dem Kloster Belchamps. 1282 gelangte Villars-lès-Blamont zur Herrschaft Blamont. Nachdem das Dorf 1506 unter die Oberhoheit der Grafen von Montbéliard gekommen war, wurde 1541 die Reformation eingeführt. In Villars-lès-Blamont wurde eine lutherische Kirchengemeinde gegründet angeleitet von Pastor Jean Courtois, und diejenige in Glay wurde ihr als Filiale zugeordnet. Mit dem Augsburger Interim stellte Kaiser Karl V. 1549 in Villars-lès-Blamont den Katholizismus wieder her, ein katholischer Vikar wurde an der Kirche eingesetzt. Mit Ablauf des Interims 1552 nahm die Gemeinde wieder einen lutherischen Pastor, Claude Desmaretz, an.
Beim Einfall der Guisen wurde das Dorf 1587/88 schwer in Mitleidenschaft gezogen. Villars-lès-Blamont erholte sich nur sehr langsam und wurde nunmehr kirchlich der lutherischen Gemeinde von Glay als Filiale zugeordnet, das glimpflicher davongekommen war. Um Villars-lès-Blamont wieder zu bevölkern, wurden 1645 schweizerische Kolonisten reformierten Bekenntnisses angesiedelt. Als Teil der Herrschaft Blamont, die eine der vier Herrschaften des Fürstentums Württemberg-Mömpelgard (Montbéliard) bildete und 1699 von Frankreich annektiert wurde, gelangte Villars-lès-Blamont 1748 vertraglich endgültig an Frankreich. In dem betreffenden Vertrag hatte Frankreich dem Herzog von Württemberg die Wahrung des Status quo der lutherischen Kirche zugesichert. Ab 1700 kamen die ersten Katholiken ins Dorf.
Als der lutherische Pastor in Glay, Charles-Christophe Duvernoy, 1746 starb, nutzte der französische König sein Vorrecht die Stelle wiederzubesetzen und setzte einen katholischen Kuraten für Glay und Villars-lès-Blamont ein. Kirche, Friedhof und Schulmeister in Villars-lès-Blamont wurden nun katholischerseits bestimmt. Trotz dem Vertrag verhinderte die französische Regierung, dass 1748 die in der lutherischen Gemeinde Villars-lès-Blamont zusammengewachsenen Altsiedler und schweizerischen Zuzüger einen neuen Pastor beriefen. Zu der Zeit gab es 46 Herde (Haushalte) lutherischer und 14 katholischer Familien in Villars-lès-Blamont, unter letzteren auch einige Konvertiten, die so in den Genuss von Steuernachlässen kamen. Zwischen den 180 Lutheranern und den 91 Katholiken am Orte (1750) herrschte Zwietracht. Im Jahre 1780 wurde die Filiale Villars-lès-Blamont zu einer selbstständigen katholischen Pfarrei erhoben und auf Kosten aller Gemeindebewohner ein neues Pfarrhaus errichtet. Die Lutheraner am Ort mussten sich für ihre seelsorgerlichen Belange an die lutherische Gemeinde in Pierrefontaine-lès-Blamont wenden, auch ihre Toten mussten sie dort bestatten.
Im Jahr der Revolution 1789 aufgefordert, bestehende Gravamina der Regierung mitzuteilen, weigerten sich die Lutheraner ein solches Beschwerdeschreiben gemeinsam mit den Katholiken zu verfassen. Entsprechend sandte Villars-lès-Blamont zwei Schreiben. Inzwischen standen 41 katholische Haushalte 46 lutherischen gegenüber. Nach den Gesetzen vom 8. und 18. September 1790 hätten die Lutheraner von Villars-lès-Blamont ihre 1746 entzogene Kirche zurückbekommen müssen, doch daraus wurde nichts. 1792 wurde für die örtliche Kirche das Simultaneum eingeführt. Katholischerseits blieb Villars-lès-Blamont eigenständige Pfarrei, lutherischerseits war es wieder Filiale Glays.
Im Jahre 1831 lebten 163 Katholiken und 304 Lutheraner in Villars-lès-Blamont, welch letztere 1846 als Filiale nach Pierrefontaine-lès-Blamont umgepfarrt wurden. Im Jahre 1851 ließ der bisuntinische Erzbischof Jacques-Marie-Adrien-Césaire Mathieu auf eigene und Staatskosten eine separate katholische Kirche in Villars-lès-Blamont errichten. Obwohl baufällig nutzten die Katholiken die alte Simultankirche weiter zu Vespern und Katechismen neben der lutherischen Gemeinde. Nachdem 1874 die Kanzel mit Pastor Charles Goguel zusammengebrochen war, beschlossen auch die Lutheraner eine neue Kirche (temple) zu bauen. Dazu wurden Kollekten und Spenden in Villars-lès-Blamont, dem Pays de Montbéliard, der Schweiz und Sachsen gesammelt, auch die französische Regierung gab einen Zuschuss. Die alte Kirche wurde 1876 abgerissen und an deren Stelle die neue lutherische Kirche erbaut, die am 24. Mai 1877 eingeweiht wurde. Heute gehört das Dorf zum Gemeindeverband der Pays de Montbéliard Agglomération.

## Sehenswürdigkeiten
Villars-lès-Blamont besitzt zwei Kirchen. Die lutherische Kirche wurde 1877 an der Stelle eines früheren Gotteshauses neu erbaut. Die 1851 erbaute katholische Kirche Saint-Mamès brannte am 14. September 1945 ab; der Neubau wurde 1952 eingeweiht.

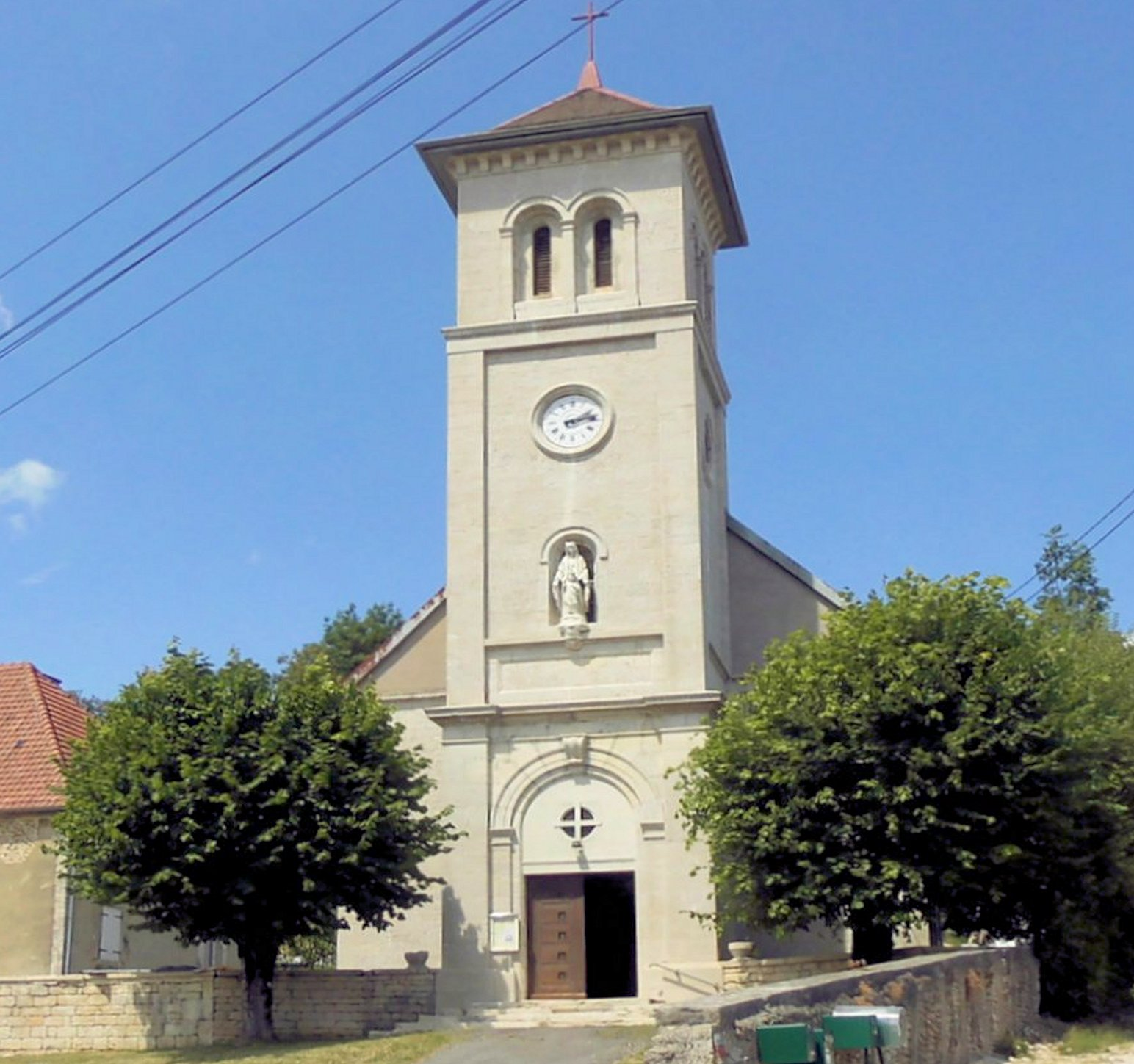
Kirche Saint-Mamès
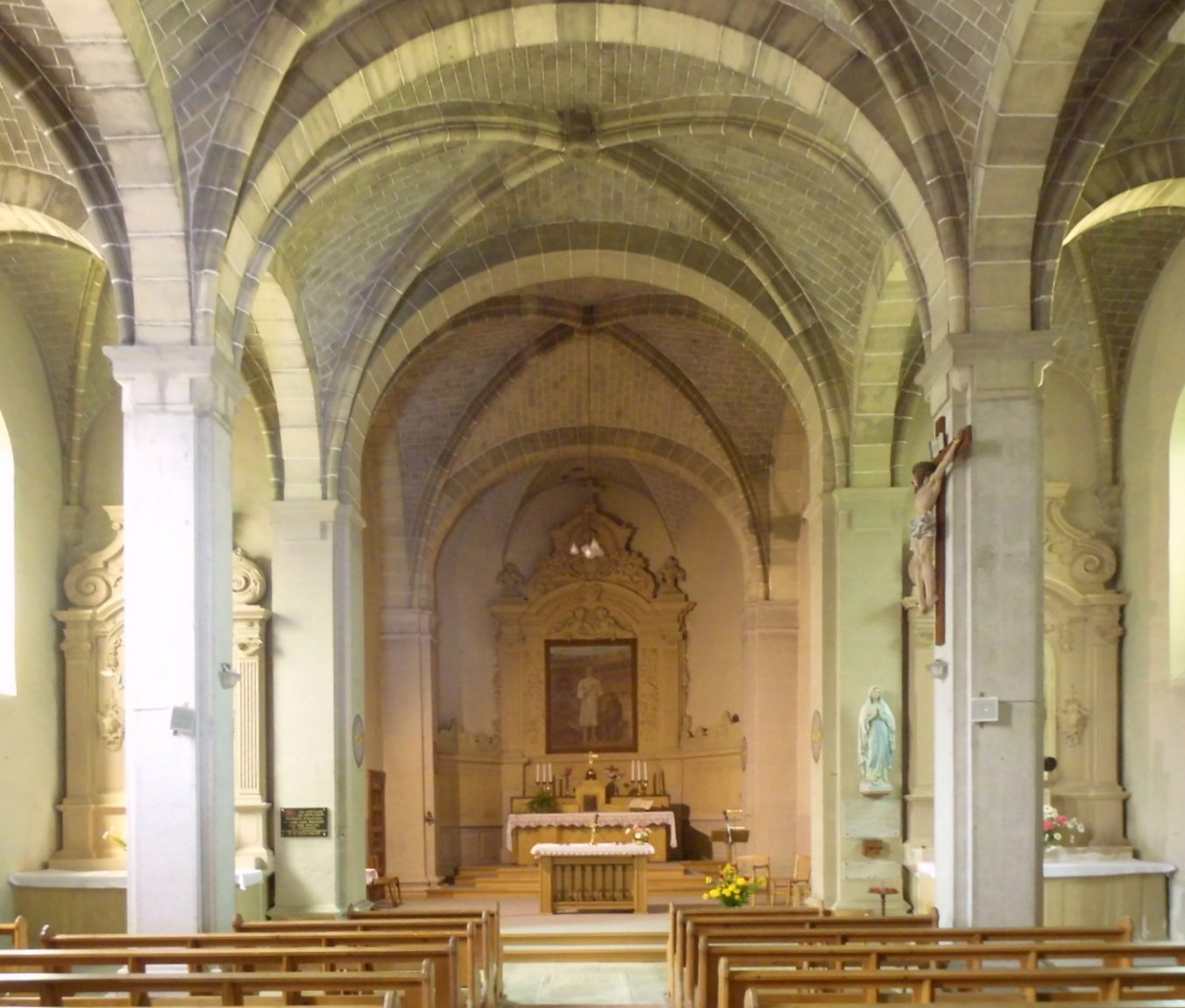
Innenansicht der Kirche Saint-Mamès
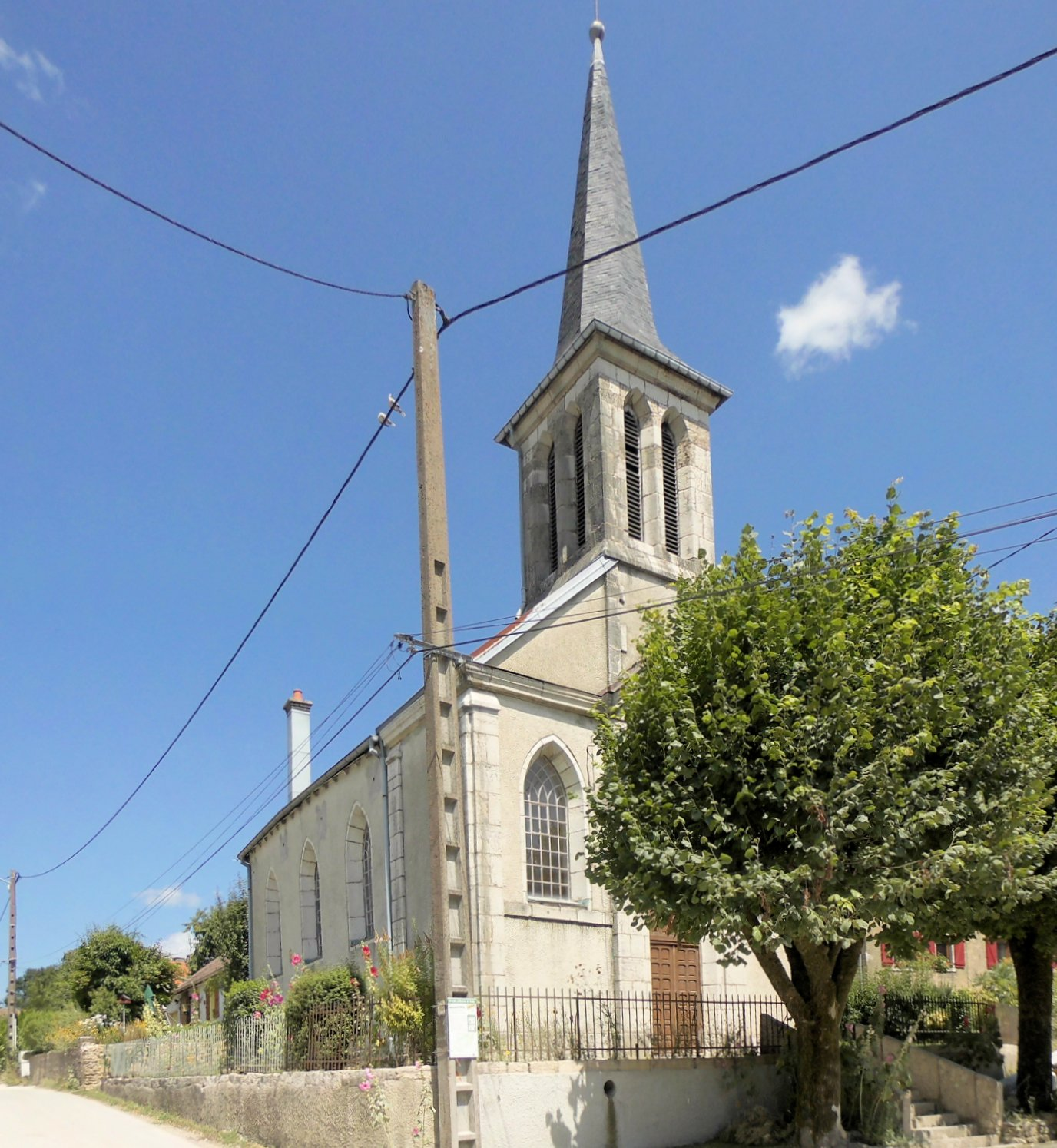
Lutherische Kirche

## Bevölkerung
| Jahr                       | 1962 | 1968 | 1975 | 1982 | 1990 | 1999 | 2006 | 2016 | 2020 |
| Einwohner                  | 378  | 345  | 363  | 368  | 366  | 392  | 426  | 448  | 450  |
| Quellen: Cassini und INSEE |      |      |      |      |      |      |      |      |      |

Mit 467 Einwohnern (Stand 1. Januar 2022) gehört Villars-lès-Blamont zu den kleinen Gemeinden des Départements Doubs. Nachdem die Einwohnerzahl in der ersten Hälfte des 20. Jahrhunderts deutlich abgenommen hatte (1886 wurden noch 544 Personen gezählt), wurde seit Beginn der 1990er-Jahre wieder ein Bevölkerungswachstum verzeichnet.

## Wirtschaft und Infrastruktur
Villars-lès-Blamont war bis weit ins 20. Jahrhundert hinein ein vorwiegend durch die Landwirtschaft (Ackerbau, Obstbau und Viehzucht) und die Forstwirtschaft geprägtes Dorf. Daneben gibt es heute einige Betriebe des lokalen Kleingewerbes. Mittlerweile hat sich das Dorf zu einer Wohngemeinde gewandelt. Viele Erwerbstätige sind deshalb Wegpendler, die in der Agglomeration Montbéliard oder in der nahen Schweiz ihrer Arbeit nachgehen.
Die Ortschaft liegt abseits der größeren Durchgangsstraßen an einer Departementsstraße, die von Pont-de-Roide-Vermondans nach Porrentruy führt. Der nächste Anschluss an die Autobahn A36 befindet sich in einer Entfernung von ungefähr 20 Kilometern.